# Bahnstrecke Lüneburg–Soltau
| Bahnhof Lüneburg Süd: Lokschuppen und Gleise (2012) |                                    |                                              |                                              |
| Streckenverlauf der Bahnstrecke Lüneburg–Soltau |                                    |                                              |                                              |
| Streckennummer (DB): | 9111                               |                                              |                                              |
| Kursbuchstrecke (DB): | ehem. 162, 109b                    |                                              |                                              |
| Kursbuchstrecke: | 91d (1934) 104h (1939) 109b (1946) |                                              |                                              |
| Streckenlänge: | 57,13 km                           |                                              |                                              |
| Spurweite: | 1435 mm (Normalspur)               |                                              |                                              |
| Maximale Neigung: | 17 ‰                               |                                              |                                              |
| Streckengeschwindigkeit: | 50 km/h                            |                                              |                                              |
| |                                    |                                              |                                              |
| \| \| \| von Buchholz / von Hamburg \| \| \| \| \| Lüneburg West \| \| \| \| \| nach Hannover \| \| \| \| \| nach Dannenberg \| \| \| \| 0,0 \| Lüneburg Süd \| 12,7 m \| \| \| \| Gleisende \| \| \| \| \| Friedrich-Ebert-Brücke \| \| \| \| 1,1 \| Lokschuppen \| Lokschuppen \| \| \| \| Anschluss Lüneburger Wachsbleiche und Saline \| \| \| \| 1,3 \| Verbindungsgleis zur DB \| Verbindungsgleis zur DB \| \| \| \| Anschluss Wälz- und Gelenklager Lüneburg \| \| \| \| \| Ilmenau \| \| \| \| 2,4 \| Lüneburg-Kurpark \| 23,1 m \| \| \| \| zur Saline \| \| \| \| \| ehemals geplante Strecke nach Salzhausen \| \| \| \| 3,6 \| Oedeme \| 34,3 m \| \| \| 5,0 \| Rettmer \| 33,16 m \| \| \| \| B 209 \| \| \| \| \| Gleisanschluss Norsk Hydro Agrar \| \| \| \| 9,4 \| Melbeck-Embsen \| 42,7 m \| \| \| \| Gleisanschluss Raiffeisen \| \| \| \| 12,8 \| Heinsen \| 49,4 m \| \| \| 15,9 \| Drögennindorf \| 90,9 m \| \| \| 19,8 \| Schafstall \| 109 m \| \| \| \| Lopau \| \| \| \| 22,4 \| Amelinghausen-Sottorf \| 64,67 m \| \| \| 27,4 \| Soderstorf \| 53,57 m \| \| \| \| Luhe \| \| \| \| 30,2 \| Schwindebeck \| 53,37 m \| \| \| 31,7 \| Grevenhof \| 63,8 m \| \| \| 33,8 \| Steinbeck (Luhe) \| 69,0 m \| \| \| \| Kleinbahn von Winsen (Luhe) \| \| \| \| 36,2 \| Hützel (Lüneb) \| 69,9 m \| \| \| \| Brunau \| \| \| \| 39,5 \| Bispingen \| 81,68 m \| \| \| 41,3 \| Luhegrund \| Luhegrund \| \| \| \| Neubaustrecke Hannover–Hamburg (geplant) \| \| \| \| \| A 7[1] \| \| \| \| 44,2 \| Timmerloh \| 101,4 m \| \| \| 47,2 \| Harmelingen \| 86,0 m \| \| \| 48,8 \| Hambostel \| 82,0 m \| \| \| 53,2 \| Harber \| 62,2 m \| \| \| \| \| \| \| \| \| von Uelzen \| \| \| \| \| von Buchholz \| \| \| \| \| von Celle \| \| \| \| 57,1 \| Soltau Süd \| Soltau Süd \| \| \| \| Verbindungsgleis zur DB \| \| \| \| 57,5 \| Soltau (Han) \| 61,12 m \| \| \| \| nach Walsrode \| \| \| \| \| nach Neuenkirchen \| \| \| \| \| nach Bremen \| \| |                                    |                                              |                                              |
| Abzweig geradeaus und ehemals von rechts |                                    | von Buchholz / von Hamburg                   | von Buchholz / von Hamburg                   |
| Bahnhof |                                    | Lüneburg West                                | Lüneburg West                                |
| Abzweig geradeaus und nach links |                                    | nach Hannover                                | nach Hannover                                |
| Abzweig geradeaus und nach links |                                    | nach Dannenberg                              | nach Dannenberg                              |
| Kopfbahnhof Streckenanfang (Strecke außer Betrieb) · Strecke | 0,0                                | Lüneburg Süd                                 | 12,7 m                                       |
| Strecke |                                    | Gleisende                                    | Gleisende                                    |
| Strecke mit Straßenbrücke Streckenanfang · Strecke mit Straßenbrücke Streckenende |                                    | Friedrich-Ebert-Brücke                       | Friedrich-Ebert-Brücke                       |
| Dienststation / Betriebs- oder Güterbahnhof · Strecke | 1,1                                | Lokschuppen                                  | Lokschuppen                                  |
| Abzweig geradeaus und nach rechts · Strecke |                                    | Anschluss Lüneburger Wachsbleiche und Saline | Anschluss Lüneburger Wachsbleiche und Saline |
| Verschwenkung nach links · Verschwenkung nach rechts | 1,3                                | Verbindungsgleis zur DB                      | Verbindungsgleis zur DB                      |
| Abzweig geradeaus und ehemals nach links |                                    | Anschluss Wälz- und Gelenklager Lüneburg     | Anschluss Wälz- und Gelenklager Lüneburg     |
| Brücke über Wasserlauf |                                    | Ilmenau                                      | Ilmenau                                      |
| Haltepunkt / Haltestelle | 2,4                                | Lüneburg-Kurpark                             | 23,1 m                                       |
| Abzweig geradeaus und ehemals nach rechts |                                    | zur Saline                                   | zur Saline                                   |
| Abzweig geradeaus und ehemals nach rechts |                                    | ehemals geplante Strecke nach Salzhausen     | ehemals geplante Strecke nach Salzhausen     |
| Haltepunkt / Haltestelle | 3,6                                | Oedeme                                       | 34,3 m                                       |
| Bahnhof | 5,0                                | Rettmer                                      | 33,16 m                                      |
| Strecke mit Straßenbrücke |                                    | B 209                                        | B 209                                        |
| Abzweig geradeaus und ehemals von rechts |                                    | Gleisanschluss Norsk Hydro Agrar             | Gleisanschluss Norsk Hydro Agrar             |
| Bahnhof | 9,4                                | Melbeck-Embsen                               | 42,7 m                                       |
| Abzweig geradeaus und ehemals von links |                                    | Gleisanschluss Raiffeisen                    | Gleisanschluss Raiffeisen                    |
| Haltepunkt / Haltestelle | 12,8                               | Heinsen                                      | 49,4 m                                       |
| Bahnhof | 15,9                               | Drögennindorf                                | 90,9 m                                       |
| Haltepunkt / Haltestelle | 19,8                               | Schafstall                                   | 109 m                                        |
| Brücke über Wasserlauf |                                    | Lopau                                        | Lopau                                        |
| Bahnhof | 22,4                               | Amelinghausen-Sottorf                        | 64,67 m                                      |
| Bahnhof | 27,4                               | Soderstorf                                   | 53,57 m                                      |
| Brücke über Wasserlauf |                                    | Luhe                                         | Luhe                                         |
| Haltepunkt / Haltestelle | 30,2                               | Schwindebeck                                 | 53,37 m                                      |
| Haltepunkt / Haltestelle | 31,7                               | Grevenhof                                    | 63,8 m                                       |
| Haltepunkt / Haltestelle | 33,8                               | Steinbeck (Luhe)                             | 69,0 m                                       |
| Abzweig geradeaus und von rechts |                                    | Kleinbahn von Winsen (Luhe)                  | Kleinbahn von Winsen (Luhe)                  |
| Bahnhof | 36,2                               | Hützel (Lüneb)                               | 69,9 m                                       |
| Brücke über Wasserlauf |                                    | Brunau                                       | Brunau                                       |
| Bahnhof | 39,5                               | Bispingen                                    | 81,68 m                                      |
| Haltepunkt / Haltestelle | 41,3                               | Luhegrund                                    | Luhegrund                                    |
| Kreuzung geradeaus unten (Querstrecke außer Betrieb) |                                    | Neubaustrecke Hannover–Hamburg (geplant)     | Neubaustrecke Hannover–Hamburg (geplant)     |
| Strecke mit Straßenbrücke |                                    | A 7                                          | A 7                                          |
| ehemaliger Haltepunkt / Haltestelle | 44,2                               | Timmerloh                                    | 101,4 m                                      |
| ehemaliger Haltepunkt / Haltestelle | 47,2                               | Harmelingen                                  | 86,0 m                                       |
| Bahnhof | 48,8                               | Hambostel                                    | 82,0 m                                       |
| Haltepunkt / Haltestelle | 53,2                               | Harber                                       | 62,2 m                                       |
| Verschwenkung von rechts |                                    |                                              |                                              |
| Strecke von links · Kreuzung geradeaus oben |                                    | von Uelzen                                   | von Uelzen                                   |
| Abzweig geradeaus und von rechts · Strecke |                                    | von Buchholz                                 | von Buchholz                                 |
| Strecke · Abzweig geradeaus und von links |                                    | von Celle                                    | von Celle                                    |
| Strecke · Dienststation / Betriebs- oder Güterbahnhof | 57,1                               | Soltau Süd                                   | Soltau Süd                                   |
| Abzweig geradeaus und von links · Abzweig ehemals geradeaus und nach rechts |                                    | Verbindungsgleis zur DB                      | Verbindungsgleis zur DB                      |
| Bahnhof · Strecke (außer Betrieb) | 57,5                               | Soltau (Han)                                 | 61,12 m                                      |
| Abzweig geradeaus und nach links · Kreuzung geradeaus oben (Strecke geradeaus außer Betrieb) |                                    | nach Walsrode                                | nach Walsrode                                |
| Kreuzung geradeaus unten (Querstrecke außer Betrieb) · Strecke nach rechts (außer Betrieb) |                                    | nach Neuenkirchen                            | nach Neuenkirchen                            |
| Strecke |                                    | nach Bremen                                  | nach Bremen                                  |

Die normalspurige Bahnstrecke Lüneburg–Soltau der Schieneninfrastruktur Ost-Niedersachsen GmbH befindet sich in Niedersachsen. Dort findet Güterverkehr statt, gelegentlich verkehren unter dem Namen „Heide-Express“ Museumszüge.

## Geschichte
Am 13. Juni 1913 wurde nach längeren Vorplanungen die 57 Kilometer lange Strecke von Lüneburg nach Soltau durch die Kleinbahn Lüneburg–Soltau eröffnet. Diese war am 15. Februar 1911 vom Preußischen Staat, der Provinz Hannover sowie den Kreisen Lüneburg und Soltau gegründet worden.
Sie führte von Lüneburg mitten durch die Lüneburger Heide über Amelinghausen-Sottorf und Hützel. Hier mündet die Bahnstrecke Winsen–Hützel, die von der Kleinbahn Winsen–Evendorf–Hützel gebaut worden war. Schließlich erreichte sie den Knotenpunkt Soltau, wo es einen gemeinsamen Bahnhof mit der Bahnstrecke Celle–Soltau und ab 1920 auch zur Bahnstrecke Soltau–Neuenkirchen gab, daneben auch die Übergangsmöglichkeit zur Staatsbahn.
Die Betriebsführung der Bahn lag vom 1. Juni 1923 bis zum Juli 1944 in der Zuständigkeit des Landeskleinbahnamtes der Provinz Hannover.
Nachdem es am 1. Januar 1944 zur Fusion der Kleinbahn-Gesellschaft mit der Kleinbahn Soltau-Neuenkirchen GmbH zur Lüneburg-Soltauer Eisenbahn GmbH gekommen war, wurde diese bereits am 11. Juli 1944 ein Teil der Osthannoverschen Eisenbahnen AG.
Die Strecke ist im Höhenprofil die anspruchsvollste der OHE, der Name „Gebirgsbahn“ weist darauf hin. Fast 100 Meter Höhenunterschied werden überwunden.
1973 wurde der Abschnitt Soltau–Hützel in die Fernsteuerstrecke ab Celle eingebunden. Das Stellwerk dafür stand in Soltau Süd. Durch das rückläufige Verkehrsaufkommen ist die Fernsteuerung überflüssig geworden; seit 2001 ist sie auf diesem Abschnitt nicht mehr in Betrieb. Die Signale in Hützel und Lüneburg Süd wurden noch einige Zeit von Celle aus gesteuert. 2012 wurde diese Strecke im Zugleitbetrieb nach der FV-NE bedient. Alle Signale sind rückgebaut. Der Bahnhof Melbeck-Embsen verfügte früher über ein eigenes Drucktastenstellwerk.
Wie 2012 bekannt wurde, erwog die OHE langfristig den Abschnitt zwischen Melbeck-Embsen und Hützel stillzulegen.
2018 fanden Sanierungsarbeiten zwischen Lüneburg und Hützel statt, bei denen abgängige Schwellen ausgetauscht wurden.
2020 gab die OHE bekannt, mithilfe von Fördermitteln abschnittsweise eine Vollsanierung der Gesamtstrecke durchführen zu wollen. Bei dieser sollten auf der Strecke zwischen Lüneburg und Amelinghausen neue Gleise sowie Betonschwellen verbaut werden. Außerdem war geplant, alle Bahnübergänge zu modernisieren und dabei eine zeitgemäße Sicherungsanlage mit Halbschranken zu installieren. Es wurde von der OHE mit Kosten von 40 Millionen Euro gerechnet.
Im November 2020 wurde bereits der Streckenabschnitt Soltau Süd – Hambostel saniert, für 2021 waren entsprechende Arbeiten auf dem Abschnitt Lüneburg Kurpark – Melbeck-Embsen geplant. Im Jahr 2024 wird an dem Abschnitt Amelinghausen – Lüneburg gearbeitet. Nach temporären Sicherungsmaßnahmen werden seit 2020 jährlich zwischen 5 und 10 Kilometer des Streckengleises erneuert und zahlreiche neue technische Sicherungen an Bahnübergängen gebaut.
Zum 1. Januar 2022 wurde das gesamte Streckennetz der OHE und damit auch die Bahnstrecke Lüneburg–Soltau an die landeseigene Schieneninfrastruktur Ost-Niedersachsen GmbH verkauft, die die Strecke seitdem betreibt.

## Betrieb

### Personenverkehr
Der Personenverkehr war in den Anfangsjahren bescheiden. 1914 verkehrten vier Zugpaare täglich über die ganze Strecke. 1932 bis 1936 wurden drei Wismarer Schienenbusse angeschafft, die den gesamten Personenverkehr abwickelten. Lediglich der Schüler- und Ausflugsverkehr wurde mit lokbespannten Zügen gefahren. Das Angebot war recht mäßig, es gab 1938 täglich drei durchgehende Zugpaare, dazu weitere Zugpaare auf den Teilstrecken Lüneburg–Amelinghausen und Soltau–Hützel.
Nach 1950 wurden täglich fünf bis sechs Zugpaare gefahren.
Zwischen 1950 und 1967 wurden auch Eiltriebwagen eingesetzt, die von Lüneburg nach Soltau oder bis Celle fuhren.
Ab dem 28. Mai 1961 bedienten die Personenzüge den DB-Bahnhof Soltau. Dies brachte Erleichterungen beim Umsteigen. In Lüneburg kam es zu keiner Einigung mit der DB, so dass zum DB-Bahnhof etwa zehn Minuten Fußweg zurückzulegen waren.

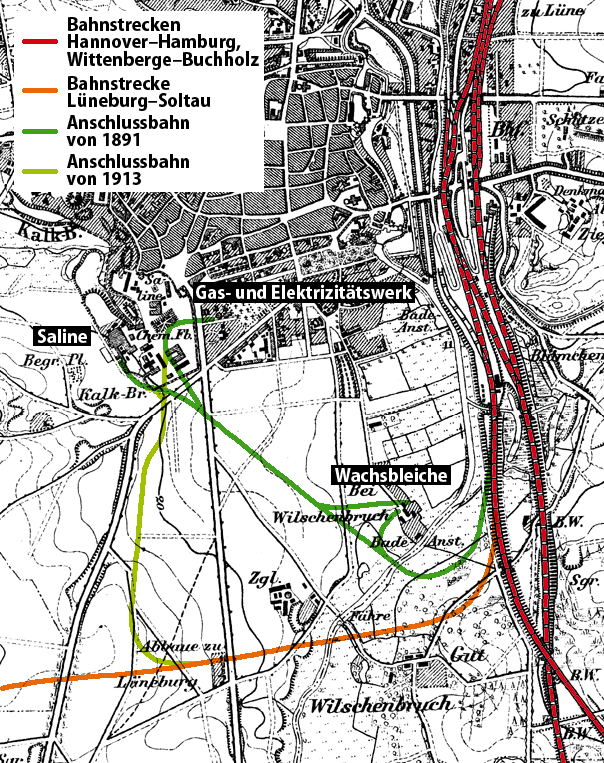
Streckenführung in Lüneburg

Im Sommerfahrplan 1967 führte ein Zugpaar auf dem Streckenabschnitt Soltau–Hützel an Sonn- und Feiertagen Kurswagen mit dem Laufweg Celle–Soltau–Hützel–Winsen mit und diente damit dem Ausflugsverkehr in die Lüneburger Heide.
Am 27. Juni 1975 wurde der Personenverkehr zwischen Soltau und Schwindebeck eingestellt, der restliche Personenverkehr am 21. Mai 1977.
Im März 2011 wurde der Streckenabschnitt zwischen dem Lokschuppen und dem Bahnhof Lüneburg Süd zugunsten eines neuen Wohnviertels abgebaut.
Die Arbeitsgemeinschaft Verkehrsfreunde Lüneburg bietet an Wochenenden in den Sommermonaten und im Dezember zwischen Lüneburg und Hützel Fahrten mit historischen Zügen unter dem Namen „Heide-Express“ an.
Das niedersächsische Wirtschaftsministerium ließ seit Mitte 2013 die Reaktivierung von Bahnstrecken in Niedersachsen im Personenverkehr prüfen. Von ursprünglich 74 vorgeschlagenen Strecken wurden noch acht Strecken, darunter auch die Strecke Lüneburg–Soltau, tiefergehend im Rahmen einer Standardisierten Bewertung untersucht. Aufgrund des negativen Nutzen-Kosten-Verhältnisses von −0,72 wurde eine Wiederaufnahme des Personenverkehrs nicht umgesetzt.
2018 gab der Landkreis Lüneburg eine erneute Standardisierte Bewertung für die Strecke in Auftrag. Das 2022 vorgestellte Gutachten ergab ein NKV von 8,0 für den Abschnitt Lüneburg–Amelinghausen sowie von 2,8 für die Gesamtstrecke. Die LNVG plante ursprünglich eine Wiederaufnahme des Personenverkehrs auf der Strecke im Jahr 2029. Die als „Salz-Express“ (RB 39) bezeichnete Bahn sollte dann die Haltestellen Melbeck/Embsen, Amelinghausen und Bispingen bedienen. Nach neueren Planungen (2025) wird nun bereits eine Wiederinbetriebnahme für 2027 angestrebt, mit zusätzlichen Halten in Rettmer und Soderstorf sowie einem zusätzlichen Gleis in Bispingen.

### Güterverkehr
Anfangs wurden überwiegend landwirtschaftliche Güter transportiert. In Lüneburg hatte die Saline eine eigene Anschlussbahn, sie war ein wichtiger Kunde.
In Drögennindorf und Hambostel gab es ab den 1960er Jahren Mischwerke für Straßenbaustoffe, sie waren zeitweilig große Kunden der Bahn.
Der bedeutendste Verlader war das Volldüngerwerk in Embsen. Dort gab es ein Frachtaufkommen von einer Million Tonnen, in den besten Zeiten um 1980 machte dieses Frachtaufkommen 30 Prozent des gesamten Aufkommens der OHE aus.
1989 wurde die Düngerproduktion in Embsen aufgegeben. Gab es bis dahin drei Nahgüterzüge täglich auf der Strecke, waren es 2006 noch drei in der Woche. Auch der Durchgangsverkehr ging zurück. Waren es 1980 noch bis zu vier Züge täglich, waren es 2012 auf dem Abschnitt Soltau–Hützel(–Winsen) noch drei Züge pro Woche. In Richtung Lüneburg gab es keinen planmäßigen Verkehr mehr.
Seit 2017 befahren wieder Durchgangsgüterzüge die Strecke. Mittels Containerzügen wird das Soltau Logistic Center in Harber im Industriegebiet an der Amerikalinie bedient.